# Federica Del Buono
Federica Del Buono (ur. 12 grudnia 1994 w Vicenzy) – włoska lekkoatletka specjalizująca się w biegach średniodystansowych.
Odpadła w eliminacjach mistrzostw świata juniorów w Barcelonie (2012). W 2014 zajęła piąte miejsce w mistrzostwach Europy. Na początku 2015 zdobyła, w biegu na 1500 metrów, brązowy medal halowych mistrzostw Europy. W tym samym roku startowała na mistrzostwach Europy w przełajach, podczas których zajęła 7. miejsce w biegu młodzieżowców oraz zdobyła brązowy medal w klasyfikacji drużynowej. Uczestniczka igrzysk olimpijskich w Tokio (2021).
Reprezentantka Włoch w mistrzostwach Europy w biegach przełajowych oraz w drużynowych mistrzostwach Europy. Medalistka mistrzostw Włoch.
Rekordy życiowe: bieg na 800 metrów (stadion) – 2:00,58 (7 września 2014, Rieti); bieg na 1500 metrów: stadion – 4:03,45 (16 czerwca 2022, Castellón); hala – 4:08,87 (7 lutego 2015, Ankona).
Jest córka Gianniego Del Buono, średniodystansowca, dwukrotnego olimpijczyka.

## Osiągnięcia
| Rok  | Impreza                                   | Miejsce         | Konkurencja             | Lokata      | Wynik    |
| ---- | ----------------------------------------- | --------------- | ----------------------- | ----------- | -------- |
| 2012 | Mistrzostwa świata juniorów               | Barcelona       | bieg na 1500 m          | eliminacje  | 4:28,66  |
| 2012 | Mistrzostwa Europy w biegach przełajowych | Budapeszt       | bieg juniorek           | 40. miejsce | 14:51    |
| 2013 | Mistrzostwa Europy w biegach przełajowych | Belgrad         | bieg juniorek           | 25. miejsce | 14:00    |
| 2014 | Superliga drużynowych mistrzostw Europy   | Brunszwik       | bieg na 1500 m          | 4. miejsce  | 4:16,01  |
| 2014 | Mistrzostwa Europy                        | Zurych          | bieg na 1500 m          | 5. miejsce  | 4:10,47  |
| 2015 | Halowe mistrzostwa Europy                 | Praga           | bieg na 1500 m          | 3. miejsce  | 4:11,61  |
| 2015 | Mistrzostwa Europy w biegach przełajowych | Hyères          | bieg młodzieżowców      | 7. miejsce  | 20:12    |
| 2015 | Mistrzostwa Europy w biegach przełajowych | Hyères          | drużyna młodzieżowców   | 3. miejsce  |          |
| 2021 | Halowe mistrzostwa Europy                 | Toruń           | bieg na 1500 m          | eliminacje  | 4:12,79  |
| 2021 | Igrzyska olimpijskie                      | Tokio           | bieg na 1500 m          | eliminacje  | 4:07,70  |
| 2022 | Igrzyska śródziemnomorskie                | Oran            | bieg na 1500 m          | 2. miejsce  | 4:13,09  |
| 2022 | Mistrzostwa świata                        | Eugene          | bieg na 1500 m          | eliminacje  | 4:08,42  |
| 2022 | Mistrzostwa Europy                        | Monachium       | bieg na 1500 m          | eliminacje  | 4:08,14  |
| 2023 | Halowe mistrzostwa Europy                 | Stambuł         | bieg na 1500 m          | eliminacje  | 4:23,59  |
| 2023 | Mistrzostwa świata w biegach ulicznych    | Ryga            | bieg na 5 km            | 21. miejsce | 16:03    |
| 2024 | Mistrzostwa Europy                        | Rzym            | bieg na 5000 m          | 7. miejsce  | 15:00,05 |
| 2024 | Mistrzostwa Europy                        | Rzym            | bieg na 10 000 m        | 4. miejsce  | 31:25,41 |
| 2024 | Igrzyska olimpijskie                      | Paryż           | bieg na 1500 m          | repasaże    | 4:06,00  |
| 2024 | Igrzyska olimpijskie                      | Paryż           | bieg na 5000 m          | eliminacje  | 15:15,54 |
| 2024 | Mistrzostwa Europy w biegach przełajowych | Antalya         | bieg seniorek           | 53. miejsce | 27:44    |
| 2024 | Mistrzostwa Europy w biegach przełajowych | Antalya         | drużyna seniorek        | 1. miejsce  |          |
| 2025 | Halowe mistrzostwa Europy                 | Apeldoorn       | bieg na 3000 m          | eliminacje  | 9:11,39  |
| 2025 | Mistrzostwa Europy w biegach ulicznych    | Bruksela/Leuven | bieg na 10 km           | 28. miejsce | 32:46    |
| 2025 | Mistrzostwa Europy w biegach ulicznych    | Bruksela/Leuven | bieg na 10 km drużynowo | 1. miejsce  | 1:34:33  |